# 54P/de Vico-Swift-NEAT
54P/de Vico-Swift-NEAT – kometa krótkookresowa, należąca do rodziny Jowisza. 

## Odkrycie
Kometa została odkryta 23 sierpnia 1844 roku przez włoskiego astronoma Francesco de Vico w Rzymie, po czym została zagubiona. 
21 listopada 1894 roku Edward D. Swift (Echo Mountain, Kalifornia, USA) ponownie odkrył tę kometę. Natomiast Adolf Berberich skojarzył ją z kometą de Vico na podstawie lokalizacji i kierunku ruchu.
Po 1894 roku kometa ponownie była uznawana za utraconą.
W 1965 roku Brian Marsden dokonał analiz komputerowych orbit komety z lat 1844 i 1894, w wyniku których Arnold Klemola odnalazł ten obiekt.
Ostatnie, czwarte odkrycie tej komety miało miejsce 11 października 2002 roku w ramach programu NEAT, kiedy to po kolejnym utraceniu komety w roku 1995 udało się ją ponownie odnaleźć.
W nazwie znajdują się zatem dwa nazwiska odkrywców i nazwa programu obserwacyjnego.

## Orbita komety
Orbita komety 54P/de Vico-Swift-NEAT ma kształt elipsy o mimośrodzie 0,43. Jej peryhelium znajduje się w odległości 2,17 au, aphelium zaś 5,41 au od Słońca. Jej okres obiegu wokół Słońca wynosi 7,38 roku, nachylenie do ekliptyki to wartość 6,07°.